# Пушкарка (Московская область)
Пушкарка — деревня в Наро-Фоминском районе Московской области, входит в состав муниципального образования Городское поселение Верея. Население — 13 чел. (2010), в деревне числятся 1 улица и 4 садовых товарищества. До 2006 года Пушкарка входила в состав Симбуховского сельского округа.
Деревня расположена в западной части района, в 9 км к северу от города Верея, высота центра над уровнем моря 203 м. Ближайшие населённые пункты — Лужки в 0,5 км на восток и Золотьково в 1,5 км на юго-запад.

## Население
| 2002 | 2006 | 2010 |
| ---- | ---- | ---- |
| 8    | ↘2   | ↗13  |